# Canton de Niederbronn-les-Bains
Le canton de Niederbronn-les-Bains est une ancienne division administrative française, située dans le département du Bas-Rhin, en région Grand Est.

## Histoire
Par le décret du 18 février 2014, le canton est supprimé à compter des élections départementales de mars 2015. Il est englobé dans le canton de Reichshoffen.

## Composition
Le canton de Niederbronn-les-Bains comprenait dix-neuf communes :
- Bitschhoffen : 416 habitants
- Dambach : 729 habitants
- Engwiller : 432 habitants
- Gumbrechtshoffen : 1 226 habitants
- Gundershoffen : 3 490 habitants
- Kindwiller : 543 habitants
- Mertzwiller : 3 507 habitants
- Mietesheim : 554 habitants
- Niederbronn-les-Bains (anciennement chef-lieu) : 4 319 habitants
- Oberbronn : 1 424 habitants
- Offwiller : 852 habitants
- Reichshoffen (chef-lieu): 5 183 habitants
- Rothbach : 510 habitants
- Uberach : 1 091 habitants
- Uhrwiller : 697 habitants
- Uttenhoffen : 176 habitants
- La Walck : 1 012 habitants
- Windstein : 174 habitants
- Zinswiller : 754 habitants

## Administration

### Conseillers généraux de 1833 à 1871 et de 1919 à 2015
| Période               | Identité                  | Parti                     | Qualité |
| --------------------- | ------------------------- | ------------------------- | --- |
| 1833-1871             | Baron Albert de Dietrich  |                           | Propriétaire de forges à Niederbronn Membre du Consistoire supérieur de l'Église de la Confession d'Augsbourg maire de Niederbronn-les-Bains (1830-1835, 1848-1849, 1855-1858) |
| 1871-1919             | occupation allemande      |                           | |
| 1919-1922 (décès)     | François-Georges Lemaître | Démocrate                 | Fabricant à La Walck |
| 1922-1927 (décès)     | Charles Weber             | Démocrate                 | Directeur d'usine à Mertzwiller |
| 1927-1940             | Henri Muller              | républicain démocrate-PSF | Ingénieur Maire de Niederbronn-les-Bains (1935-1945) |
|                       |                           |                           | |
| 1945-1973             | Nicolas Henrich           | DVD-RPF puis RS puis UDR  | Chef de service à la société De Dietrich Maire de Niederbronn-les-Bains (1953-1971)                                                                                            |
| 1973-1978 (décès)     | Charles Spiess            | UDR-RPR                   | Maire de Gundershoffen (1959-1978) |
| 1978-1998             | Alfred Pfalzgraf          | RPR                       | Fondé de pouvoirs maire de Niederbronn-les-Bains (1977-1995) |
| 1998-2002 (démission) | Frédéric Reiss            | UDF-CDS                   | Professeur agrégé de mathématiques maire de Niederbronn-les-Bains (1995-2014) Suppléant du député François Loos (2002) - Député (2002-2022)                                    |
| 17 novembre 2002-2015 | Rémi Bertrand             | UMP                       | Chef d'entreprise Maire d'Uberach (1989-2014) Vice-Président du Conseil Général Elu en 2015 dans le Canton de Reichshoffen                                                     |

### Conseillers d'arrondissement (de 1833 à 1871 et de 1919 à 1940)
Le canton de Niederbronn avait deux conseillers d'arrondissement de 1833 à 1871, puis trois de 1919 à 1940.
Il appartenait à l'arrondissement de Wissembourg.
| Période                                  | Période | Identité                          | Étiquette          | Qualité |
| ---------------------------------------- | ------- | --------------------------------- | ------------------ | --- |
| 1833                                     | 1848    | Eugène Jean Sigismond de Dietrich | Centre ministériel | Maitre de forges à Niederbronn, député (1839-1842)                                                                         |
| 1833                                     | 1848    | Jean Henri Wolff (1772-1853)      |                    | Notaire à Oberbronn |
|                                          |         |                                   |                    | |
| 1922                                     | 1940    | Georges Glasser                   |                    | Agriculteur, maire d'Offwiller                                                                                             |
|                                          | 1940    | Frédéric Muller                   |                    | Président du conseil d'administration de la Caisse d'épargne, Président du Conseil d'arrondissement, Niederbronn-les-Bains |
|                                          | 1940    | Marcel Ober                       |                    | Exploitant de forêts et directeur de scierie, Reichshoffen                                                                 |
| 1940                                     |         |                                   |                    | Les conseils d'arrondissement ont été suspendus par la loi du 12 octobre 1940 et n'ont jamais été réactivés                |
| Les données manquantes sont à compléter. |         |                                   |                    | |

## Démographie
| 1962   | 1968   | 1975   | 1982   | 1990   | 1999   | 2006   | 2011   | 2012   |
| ------ | ------ | ------ | ------ | ------ | ------ | ------ | ------ | ------ |
| 23 270 | 24 755 | 25 988 | 26 509 | 26 713 | 27 089 | 27 977 | 28 033 | 27 928 |